# Når livet går sin vej
Når livet går sin vej é um filme animado em curta-metragem dinamarquês de 1998 dirigido e escrito por Stefan Fjeldmark e Karsten Kiilerich. Vencedor do Silver Poznań Goats, foi indicado ao Oscar de melhor curta-metragem de animação na edição de 1999.